# دوري كرة القدم الأوكراني الدرجة الثانية 2003–04
دوري كرة القدم الأوكراني الدرجة الثانية 2003–04 (بالأوكرانية: Чемпіонат України з футболу 2003—2004: друга ліга)‏ هو موسم من دوري كرة القدم الأوكراني الدرجة الثانية ‏. فاز فيه FC Skala Stryi (1911) ‏.